# Гарден-Сіті (Південна Дакота)
Гарден-Сіті (англ. Garden City) — місто (англ. town) в США, в окрузі Кларк штату Південна Дакота. Населення — 33 особи (2020).

## Географія
Гарден-Сіті розташований за координатами 44°57′33″ пн. ш. 97°34′49″ зх. д. / 44.95917° пн. ш. 97.58028° зх. д. (44.959263, -97.580412).  За даними Бюро перепису населення США в 2010 році місто мало площу 1,02 км², уся площа — суходіл.

### Клімат
| Клімат : Гарден-Сіті                                       | Клімат : Гарден-Сіті | Клімат : Гарден-Сіті | Клімат : Гарден-Сіті | Клімат : Гарден-Сіті | Клімат : Гарден-Сіті | Клімат : Гарден-Сіті | Клімат : Гарден-Сіті | Клімат : Гарден-Сіті | Клімат : Гарден-Сіті | Клімат : Гарден-Сіті | Клімат : Гарден-Сіті | Клімат : Гарден-Сіті | Клімат : Гарден-Сіті |
| Показник                                                   | Січ.                 | Лют.                 | Бер.                 | Квіт.                | Трав.                | Черв.                | Лип.                 | Серп.                | Вер.                 | Жовт.                | Лист.                | Груд.                | Рік                  |
| Абсолютний максимум, °C                                    | 18,9                 | 19,4                 | 29,4                 | 35,0                 | 41,7                 | 42,2                 | 43,3                 | 42,2                 | 40,0                 | 35,6                 | 25,6                 | 17,2                 | 43,3                 |
| Середній максимум, °C                                      | −5,6                 | −2,8                 | 3,9                  | 12,8                 | 19,4                 | 24,4                 | 28,3                 | 27,2                 | 21,7                 | 13,9                 | 3,9                  | −3,9                 | 12,0                 |
| Середня температура, °C                                    | −10,6                | −7,8                 | −1,7                 | 6,7                  | 13,3                 | 18,9                 | 22,2                 | 21,1                 | 15,6                 | 7,8                  | −1,1                 | −8,9                 | 6,4                  |
| Середній мінімум, °C                                       | −16,1                | −13,3                | −7,2                 | 0,0                  | 7,2                  | 12,8                 | 16,1                 | 14,4                 | 8,9                  | 1,7                  | −6,1                 | −13,9                | 0,4                  |
| Абсолютний мінімум, °C                                     | −41,1                | −40                  | −32,8                | −22,2                | −8,9                 | −2,2                 | 3,3                  | 0,0                  | −9,4                 | −22,2                | −30                  | −37,2                | −41,1                |
| Норма опадів, мм                                           | 13                   | 15                   | 31                   | 50                   | 75                   | 100                  | 89                   | 72                   | 71                   | 52                   | 23                   | 14                   | 605                  |
| ---------------------------------------------------------- | -------------------- | -------------------- | -------------------- | -------------------- | -------------------- | -------------------- | -------------------- | -------------------- | -------------------- | -------------------- | -------------------- | -------------------- | -------------------- |
| Джерело: The Weather Channel (Historical Monthly Averages) |                      |                      |                      |                      |                      |                      |                      |                      |                      |                      |                      |                      |                      |

## Демографія
Згідно з переписом 2010 року, у місті мешкали 53 особи в 21 домогосподарстві у складі 17 родин. Густота населення становила 52 особи/км².  Було 35 помешкань (34/км²).
Расовий склад населення:
| - 94,3 % — білих |

До двох чи більше рас належало 5,7 %. Частка іспаномовних становила 5,7 % від усіх жителів.
За віковим діапазоном населення розподілялося таким чином: 26,4 % — особи молодші 18 років, 52,8 % — особи у віці 18—64 років, 20,8 % — особи у віці 65 років та старші. Медіана віку мешканця становила 48,2 року. На 100 осіб жіночої статі у місті припадало 112,0 чоловіків;  на 100 жінок у віці від 18 років та старших — 116,7 чоловіків також старших 18 років.
Цивільне працевлаштоване населення становило 19 осіб. Основні галузі зайнятості: освіта, охорона здоров'я та соціальна допомога — 26,3 %, виробництво — 15,8 %, мистецтво, розваги та відпочинок — 15,8 %.